# Jan den Hengst
Jan den Hengst (Alphen aan den Rijn, 23 mei 1934) is een Nederlands fotograaf.

## Loopbaan
Den Hengst is gespecialiseerd in natuurfotografie, in het bijzonder fotografie van wilde planten. Bekend zijn ook zijn panoramafoto’s.
Jan den Hengst publiceerde diverse fotoboeken, en heeft als fotograaf meegewerkt aan publicaties van auteurs als Midas Dekkers.